# Andriana tertia
Pour les articles homonymes, voir Tertia.
Espèce
Statut de conservation UICN

 VU B1ab(iii,v) : Vulnérable
Andriana tertia est une espèce d'insectes orthoptères de la famille des Tetrigidae.

## Distribution
Cette espèce est endémique de Madagascar. Elle a été observée dans le parc national de Zahamena, le parc national de Ranomafana et la réserve spéciale du Pic d'Ivohibe.

## Habitat
Elle vit dans la forêt tropicale humide de montagne.

## Publication originale
- Günther, 1974 : Beitrag zur Kenntnis der Tetrigiodea (Orth. Caelifera) von Madagaskar und von Mauritius. Bulletin du Muséum national d'Histoire naturelle, Paris, Zoologie sér. 3, vol. 236, p. 937-1031.